# Riviera Life
Riviera Life è un brano di Caro Emerald, scritto da Jan Van Wieringen, David Schreurs, Vince DeGiorgio, Sander Rozeboom e prodotto da Jan Van Wieringen e David Schreurs.
La canzone è stata estratta nei Paesi Bassi come quinto singolo dall'album Deleted Scenes from the Cutting Room Floor e pubblicato il 15 aprile 2011.
Il 3 giugno 2011 la canzone è stata pubblicata in Italia come quarto singolo dall'album in una nuova versione in duetto con Giuliano Palma. La nuova versione del brano, parzialmente cantata in italiano, è inclusa nella Platinum Edition dell'album, pubblicata il 28 giugno 2011.
Parlando del brano, la cantante olandese ha dichiarato che l'ispirazione è stata tratta dal personaggio di Grace Kelly: «In particolare ci siamo ispirati ad una scena di Caccia al ladro, il capolavoro di Hitchcock. Quale ragazza non vorrebbe godersi una gita in auto come quella che Grace Kelly e Cary Grant fanno nel film?».
Il brano è divenuto un tormentone estivo del 2011.
Il video è stato pubblicato il 9 giugno successivo.

## Tracce
EP digitale (Paesi Bassi)
1. Riviera Life – 3:28
2. Close to Me/Riviera Life (Live @ The Heineken Music Hall) – 5:40
3. Riviera Life (Instrumental) – 3:30
4. Riviera Life (Acapella) – 3:10

Download digitale (Italia)
1. (Vivere) Riviera Life (feat. Giuliano Palma) – 3:27
2. Riviera Life – 3:28

## Classifiche
| Classifica (2011) | Posizione massima |
| ----------------- | ----------------- |
| Italia            | 32                |
| Paesi Bassi       | 70                |